# Детрузор мочевого пузыря

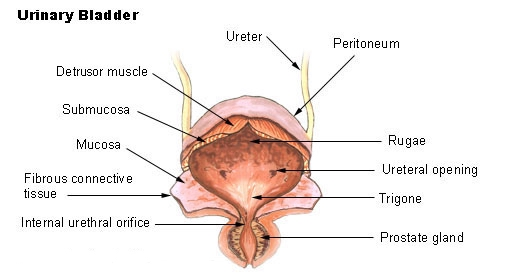

Детрузор мочевого пузыря (от лат. detrudere выталкивать) — мышечная оболочка (tunica muscularis) органа, состоящая из трех взаимно переплетающихся слоев, образующих единую мышцу, изгоняющую мочу (m. detrusor urinae). Её сокращение приводит к мочеиспусканию.
Наружный слой детрузора состоит из продольных волокон, средний — из циркулярных и внутренний — из продольных и поперечных. Наиболее развит средний слой в области внутреннего отверстия уретры. Он образует сфинктер шейки мочевого пузыря. Круговые волокна, охватывающие устья мочеточников, также более развиты, чем прилежащие.
При нарушении мочеиспускания в результате инфравезикальной обструкции сначала детрузор гипертрофируется, а затем развивается трабекулярность стенки мочевого пузыря, она истончается и в результате высокого внутрипузырного давления возникает ischuria paradoxa.

## Гиперактивный мочевой пузырь (ГМП)
Идиопатическая детрузорная гиперактивность — термин, обозначающий непроизвольные сокращения детрузора, которые объективно определяются во время цистометрии (измерение объёма мочевого пузыря). Если причиной таких сокращений является какое-либо неврологическое заболевание, то используют термин нейрогенная детрузорная гиперактивность.
К настоящему времени удалось установить, что причиной учащенного и ургентного мочеиспускания у большинства больных является гиперактивность детрузора. Термин «гиперактивность детрузора» обозначает непроизвольные сокращения детрузора (амплитуда более 5 см водного столба), которые возникают спонтанно или могут быть вызваны специально (при изменении положения тела, кашле и т. д.), несмотря на то, что человек пытается подавить эти сокращения волевым усилием. Гиперактивный детрузор в свою очередь включает в себя два уродинамических диагноза-идиопатическую детрузорную гиперактивность и нейрогенную детрузорную гиперактивность.

## Лечение гиперактивного мочевого пузыря
Гиперактивный мочевой пузырь (ГМП) — клинический синдром, определяющий ургентное мочеиспускание (в сочетании или без ургентного недержания мочи), которое обычно сопровождается учащенным мочеиспусканием и ноктурией (мочеиспускание в период от засыпания до пробуждения).
В течение длительного времени считалось, что частое мочеиспускание всегда является следствием различных урологических, реже гинекологических и хирургических заболеваний. Нередко урологи сталкивались с такими случаями, когда больные предъявляли жалобы на учащенное мочеиспускание, зачастую сопровождающиеся повелительными позывами, нередко вплоть до императивного (от англ. Imperative — повелительный, настоятельный) недержания мочи, а клинические, лабораторные и инструментальные методы обследования не позволяли определить причину этих симптомов. В таких клинических ситуациях учащенное и ургентное мочеиспускание расценивали как следствие так называемой цисталгии или уретрального синдрома. Эти диагнозы основывались только на клинической картине учащенного и ургентного мочеиспускания с отсутствием изменений по результатам клинического обследования.
Уродинамические исследования дали возможность оценить функцию детрузора в фазу накопления мочи и её выделения. Оказалось, что относительно часто у больных с ургентным мочеиспусканием в ходе цистометрии определяют спонтанные или вызванные сокращения детрузора. Результаты наблюдений послужили основанием для более широкого внедрения уродинамических методов обследования в клиническую практику и открыли новые возможности в изучении причин учащенного и ургентного мочеиспускания.